# Compus spiro
Un compus spiro sau un spiran  este un compus organic biciclic cu nuclee conectate prin intermediului unui singur atom. Catenele ciclice pot fi diferite ca natură sau identice. Atomul care leagă cele două nuclee se numește spiroatom, și este adesea un atom de carbon cuaternar (carbon spiro). Toți compușii spiro au infixul spiro urmat de paranteze pătrate ([ ]) care conțin numărul de atomi din nucleul cel mai mic, și numărul de atomi din cel mai mare (se exclude spiroatomul), numerele fiind separate printr-un punct. De exemplu, compusul A se numește 1-bromo-3-clorospiro[4.5]decan-7-ol și compusul B 1-bromo-3-clorospiro[3.6]decan-7-ol. Compusul spiro format dintr-un nucleu de ciclohexan și unul de ciclopentan se numește spiro[4.5]decane. Această nomenclatură a fost propusă de Adolf von Baeyer în 1900. 
Un alt exemplu de compus spiro este spiropentadiena.